# KNHB beker vrouwen 1994/95
De 2de editie van de KNHB beker 1994/95 kende Rotterdam als winnaar. In de finale die gespeeld werd in het Wagener-stadion versloegen de vrouwen uit de Maasstad Den Bosch met 3-0.

## Eerste ronde
Officiële speeldatum: 23 september 1994. In deze ronde speelden alleen de 24 clubs uit de Overgangsklasse tegen elkaar. 
| Thuis      | Uitslag | Uit               | Bijzonderheden                                 |
| ---------- | ------- | ----------------- | ---------------------------------------------- |
| Alecto     | 4-0     | Zwolle            |                                                |
| EMHC       | 5-3     | Hurley            |                                                |
| Warande    | 0-0     | EHV               | Warande wint na strafballen                    |
| Union      | 2-1     | MEP               |                                                |
| Wageningen | 3-2     | Schaerweijde      | Na 60 minuten gestaakt, later moment afgemaakt |
| Pinoké     | 4-1     | Venlo             |                                                |
| Gooische   | 2-1     | SON               |                                                |
| HIC        | 0-0     | Leiden            | Leiden wint na strafballen                     |
| Rosmalen   | 2-4     | SCHC              |                                                |
| Nijmegen   | 1-0     | Ede               |                                                |
| Hilversum  | 1-1     | Klein Zwitserland | Klein Zwitserland wint na strafballen          |
| Tilburg    | bye     | bye               |                                                |

## Tweede ronde
Officiële speeldatum: ?. In deze ronde stroomden de hoofdklassers Oranje Zwart, Rotterdam (9 en 10 in het vorige seizoen) en stroomden de nieuwkomers in de Hoofdklasse Victoria en Groningen in.
| Thuis             | Uitslag | Uit          | Bijzonderheden               |
| ----------------- | ------- | ------------ | ---------------------------- |
| Pinoké            | 2-0     | Warande      |                              |
| Schaerweijde      | 0-5     | Rotterdam    |                              |
| EMHC              | 0-2     | Groningen    |                              |
| SCHC              | 1-2     | Nijmegen     |                              |
| Leiden            | 2-3     | Oranje Zwart |                              |
| Klein Zwitserland | 3-1     | Tilburg      |                              |
| Gooische          | 0-0     | Union        | Union wint na strafballen    |
| Alecto            | 1-1     | Victoria     | Victoria wint na strafballen |

## Derde ronde
Officiële speeldatum: ?. In deze ronde stroomden de overige hoofdklassers in. 
| Thuis             | Uitslag | Uit          | Bijzonderheden |
| ----------------- | ------- | ------------ | -------------- |
| MOP               | 6-1     | Amsterdam    |                |
| Bloemendaal       | 0-2     | Kampong      |                |
| Rotterdam         | 2-0     | Laren        |                |
| Victoria          | 0-1     | HDM          |                |
| HGC               | 0-3     | Den Bosch    |                |
| Nijmegen          | 0-1     | Groningen    |                |
| Union             | 1-2     | Oranje Zwart |                |
| Klein Zwitserland | 2-1     | Pinoké       |                |

## Kwartfinales
Officiële speeldatum: ?.  
| Thuis             | Uitslag | Uit          | Bijzonderheden                |
| ----------------- | ------- | ------------ | ----------------------------- |
| Den Bosch         | 1-0     | Oranje Zwart |                               |
| Rotterdam         | 0-0     | Kampong      | Rotterdam wint na strafballen |
| HDM               | 2-1     | MOP          |                               |
| Klein Zwitserland | 1-2     | Groningen    |                               |

## Halve finales
Officiële speeldatum: 25 mei 1995.  
| Thuis     | Uitslag | Uit       | Bijzonderheden                |
| --------- | ------- | --------- | ----------------------------- |
| Groningen | 0-1     | Den Bosch |                               |
| Rotterdam | 0-0     | HDM       | Rotterdam wint na strafballen |

## Finale
28 mei 1995, Amsterdam.
| Thuis     | Uitslag | Uit       | Bijzonderheden |
| --------- | ------- | --------- | -------------- |
| Den Bosch | 0-3     | Rotterdam |                |